# USS Walter X. Young (DE-723)
USS Walter X. Young (DE-723) – amerykański niszczyciel eskortowy typu Rudderow. Nazwę zatwierdzono dla okrętu oznaczonego DE-723 7 lutego 1944, którego budowa była planowana w firmie Dravo Corporation w Pittsburghu w Pensylwanii. 
Przed rozpoczęciem prac nad okrętem kontrakt na budowę został anulowany 12 marca 1944, aby umożliwić stoczni Dravo budowę większej ilości okrętów desantowych.
Następnie inna jednostka została nazwana "Walter X. Young" (oznaczenie DE-715), później przeklasyfikowana na APD-131. Została ona zwodowana 30 września 1944 w stoczni Defoe Shipbuilding Company w Bay City (Michigan).